# Päpstliches Belgisches Kolleg
Das Päpstliche Belgische Kolleg (nl.: Belgisch Pauselijk College, fr.: Collège ecclésiastique belge, it.: Pontificio Collegio Belga, lateinisch Pontificium Collegium Belgicum) in Rom ist ein Päpstliches Kolleg vorrangig für belgische und internationale Seminaristen.

## Geschichte
Die belgischen Bischöfe initiierten 1844, gemeinsam mit dem Kanoniker Pierre-Joseph Aerts (1809–1905) und dem Nuntius in Belgien Gioacchino Pecci, dem späteren Papst Leo XIII. (1878–1903), die Gründung eines belgischen Kollegs in Rom. 1878 wurde von Papst Leo XIII. das belgische Priesterseminar genehmigt, hier wohnen die Seminaristen, die an den Päpstlichen Universitäten in Rom studieren. Die Mehrzahl der Priesteramtskandidaten ist an der Päpstlichen Universität Gregoriana immatrikuliert.
In den Gründerjahren war das Kolleg im Haus des Prälaten Pierre-Joseph Aerts untergebracht, der Kirchenrektor von San Giuliano dei Fiamminghi in Rom war. Von 1846 bis 1972 war das Kolleg in der Via del Quirinale in unmittelbarer Nähe zum Brunnen Quattro Fontane untergebracht. Damals war die Kirche Santi Gioacchino e Anna alle Quattro Fontane dem Kolleg als Seminarkirche zugewiesen. Seit 1972 ist es im Generalat der Broeders van Liefde in der Via G.B. Pagano beheimatet. Das Haus bietet auch den belgischen Bischöfen Unterkunft, wenn sie sich in Rom aufhalten. Seit 2009 ist Dirk Smet (* 1950) Rektor des Kollegs.

## Ehemalige Studenten
(Auswahl)
- Leo August Maria De Bruyne (1885–1890), Seminarist 1878–1883, Subregens 1883–1885[2]
- Oscar Joliet (1878–1969), Seminarist 1896–1905, Präsident des belgischen Kolleg in Rom 1927–1945, Professor und Weihbischof in Gent[3]
- Maximilien Kardinal de Fürstenberg (1904–1988), Rektor 1946–1949, Kurienkardinal
- Léon-Joseph Suenens (1904–1996), Erzbischof von Mecheln-Brüssel und Kardinal
- Jozef Delmotte (1917–2007), Seminarist 1938–1940, Professor für Philosophie[4]
- Karol Józef Wojtyła (1920–2005), Unterkunft im Priesterseminar von 1946 bis 1948 und späterer Papst Johannes Paul II.
- Werner Quintens (1937–2005), Prälat und Rektor des Kollegs von 1972 bis 1997
- André-Joseph Léonard (* 1940), Erzbischof von Mecheln-Brüssel, Militärordinarius für Belgien, Vorsitzender der Belgischen Bischofskonferenz
- Johan Jozef Bonny (* 1955), Rektor von 1997 bis 2008, Bischof von Antwerpen